# ایوانو استاچولی
ایوانو استاچولی (ایتالیایی: Ivano Staccioli؛ ‏ ۳ ژانویهٔ ۱۹۲۷ – ۱۵ ژوئیهٔ ۱۹۹۵) صداپیشه و هنرپیشه اهل ایتالیا بود.
از فیلم‌هایی که وی در آن نقش داشته‌است می‌توان به دختران اس‌اس، عهد عتیق، رژ لب، کماندوها، ساموآ، ملکه جنگل، پیروزی ده گلادیاتور و بسیار لذت‌بخش، کاملاً مرده اشاره کرد.